# Liste des évêques de Vannes

Le blason du chapitre de Vannes.

L'évêque de Vannes est à la tête du diocèse catholique français de Vannes, en Bretagne. Le diocèse couvre le département du Morbihan. L'évêque de Vannes siège dans la Cathédrale Saint-Pierre située dans la cité de Vannes. L'évêché de Vannes est suffragant de l'archevêché de Tours jusqu'en 1859, puis de l'archevêché de Rennes à partir de cette date. La création de l'évêché remonte au Ve siècle (concile de Vannes vers 465). 

## Liste des évêques de Vannes
L'évêque actuel de Vannes est Raymond Centène nommé le 28 juin 2005 par le pape Benoît XVI et ordonné le 16 octobre 2005 à Sainte-Anne-d'Auray.

### Avant les invasions normandes
| Portrait | Épiscopat       | Nom                          | Remarques                                                                                                  |
| -------- | --------------- | ---------------------------- | --- |
|          | v. 453          | ?                            | Nomination hypothétique d'un premier évêque                                                                |
|          | v. 465          | Patern de Vannes             | Saint fondateur de la Bretagne. Considéré comme saint.                                                     |
|          | v. 461          | Mansuetus de Vannes          | Représentant supposé des Bretons du Broërec, quand Patern est celui des habitants de la cité gallo-romaine |
|          | Dates inconnues | Dominius                     | Considéré comme saint                                                                                      |
|          | Dates inconnues | Clément de Vannes            | Considéré comme saint                                                                                      |
|          | v. 510          | Modeste de Vannes            | Participe au concile d'Orléans en 511                                                                      |
|          | Dates inconnues | Armand de Vannes             | Considéré comme saint                                                                                      |
|          | Dates inconnues | Saturnin de Vannes           | Considéré comme saint                                                                                      |
|          | v. 550          | Macliau                      | Roi du Bro Waroch après son épiscopat                                                                      |
|          | v. 574          | Eunius de Vannes             | Exilé en 578                                                                                               |
|          | v. 590          | Regalis de Vannes            | |
|          | Dates inconnues | Guénin de Vannes             | Considéré comme saint                                                                                      |
|          | Dates inconnues | Ignoroc de Vannes            | Considéré comme saint                                                                                      |
|          | Dates inconnues | Budoc de Vannes              | Considéré comme saint                                                                                      |
|          | Dates inconnues | Hinguéthen de Vannes         | Considéré comme saint                                                                                      |
|          | 650 à 666       | Mériadec de Vannes           | Considéré comme saint                                                                                      |
|          | Dates inconnues | Catuodus (Saint Gatuode)     | Considéré comme saint                                                                                      |
|          | Dates inconnues | Bilius Ier                   | Considéré comme saint                                                                                      |
|          | Dates inconnues | Meldroc (ou Meldéoc)         | Considéré comme saint                                                                                      |
|          | Dates inconnues | Haimon de Vannes (ou Hamon)  | |
|          | Dates inconnues | Mabon de Vannes              | |
|          | v. 680 - v.700  | Morvan de Vannes             | |
|          | v. 720 - v. 725 | Gobrien de Vannes            | Considéré comme saint                                                                                      |
|          | Dates inconnues | Justoc de Vannes             | Considéré comme saint                                                                                      |
|          | Dates inconnues | Calgon de Vannes (ou Golgon) | |
|          | Dates inconnues | Luckenart (ou Luetharn)      | |
|          | v. 780          | Agus                         | |
|          | v. 797 - v. 814 | Isaac                        | |
|          | v. 814 - v. 820 | Winhaëloc                    | |
|          | v. 820 - 838    | Raginarius                   | |
|          | 838 - 849       | Susan                        | Pour asseoir son pouvoir, Nominoë accuse Susan, fidèle aux Francs, de simonie et le fait remplacer.        |
|          | 849 - 869       | Courantgen (ou Corantycnuus) | |
|          | v. 870          | Dilès                        | |
|          | v. 878 - v. 888 | Kenmonoc de Vannes           | |
|          | v. 891 - v. 908 | Bilius II                    | Considéré comme saint martyr.                                                                              |
|          | Dates inconnues | Cunadan de Vannes            | |
|          | v. 945 - v. 950 | Blenlivet                    | |
|          | Dates inconnues | Alveus                       | |
|          | v. 970 - v. 992 | Orscand le Grand             | Fils (ou petit-fils) de Rudalt, comte de Vannes, contrôle de facto le Broërec.                             |

### Du duché de Bretagne au royaume de France
| Portrait | Armoiries | Épiscopat                           | Nom                                      | Remarques |
| -------- | --------- | ----------------------------------- | ---------------------------------------- | --- |
|          |           | v. 1008 - 13 juin 1037              | Judicaël de Vannes                       | Fils du duc de Bretagne Conan Ier.                                                                                                |
|          |           | 1037 - 1060/1065                    | Budic                                    | |
|          |           | 1060 - 1085                         | Mainguy de Porhoët                       | Fils de Josselin de Porhoët, Vicomte de Rennes et Seigneur de Porhoët                                                             |
|          |           | 1085 - 1128                         | Morvan II                                | |
|          |           | 1128 - 1132                         | Jacques Ier                              | |
|          |           | 1137 - 1143                         | Even                                     | |
|          |           | 1143 - 26 juin 1177                 | Rouaud de Vannes                         | Premier abbé de l'abbaye Notre-Dame de Lanvaux.                                                                                   |
|          |           | 1177                                | Geoffroi                                 | |
|          |           | 1182 - v. 1220                      | Guéthénoc de Vannes                      | |
|          |           | v. 1220 - v. 1231                   | Robert Ier                               | |
|          |           | v. 1232                             | Guillaume Ier                            | pseudo évêque |
|          |           | 1232 - 15 mai 1254                  | Cadiocus                                 | |
|          |           | juin 1254 - 26 août 1254            | Guillaume de Quélen                      | |
|          |           | 1255 - 18 février 1262              | Alain Ier                                | |
|          |           | v. 1263 - 21 octobre 1270           | Gui de Conleu                            | |
|          |           | 1276 - v. 1278                      | Pierre Ier                               | |
|          |           | 12 décembre 1278 - 22 mars 1287     | Hervé Bloc                               | Première nomination du Saint-Siège.                                                                                               |
|          |           | juin 1287 - v. 1306                 | Henri Tore                               | |
|          |           | v. 1310                             | Ives II de Vannes                        | |
|          |           | v. 1312 - 20 janvier 1334           | Jean Le Parisy                           | |
|          |           | 1339 - 1347                         | Geoffroy de Saint-Guen                   | |
|          |           | 1347 - v. 1359                      | Gauthier de Saint-Pern                   | |
|          |           | v. 1360                             | Jean de Locminé                          | |
|          |           | 22 avril 1360 - v. 1370             | Geoffroi de Rohan                        | Évêque de Saint-Brieuc vers 1370.                                                                                                 |
|          |           | 10 novembre 1378 - 20 octobre 1382  | Jean de Montrelais ou Jean de Montreslet | Évêque de Nantes en 1382. |
|          |           | 1382 - v. 4 avril 1384              | Simon de Langres                         | Ancien évêque de Nantes. |
|          |           | 1384 - mai 1404                     | Henri le Barbu                           | Abbé de Prières - chancelier de Bretagne - évêque de Nantes en 1404.                                                              |
|          |           | 1404 - 10 octobre 1408              | Hugues Lestoquer                         | Ancien évêque de Tréguier. |
|          |           | 1409 - 1er novembre 1432            | Amauri de la Motte                       | Évêque de Saint-Malo en 1432. |
|          |           | 28 novembre 1433 - 1444             | Jean Validire                            | Ancien évêque de Léon. |
|          |           | 1444 - 7 janvier 1476               | Yves de Pontsal                          | |
|          |           | 1476 - 18 août 1490                 | Pierre de Foix                           | Cardinal. |
|          |           | 15 octobre 1490 - 22 décembre 1503  | Laurent Cibo                             | Cardinal - Neveu d'Innocent VII - Ne résida jamais dans la cité.                                                                  |
|          |           | 1504 - janvier 1511                 | Jacques de Beaune de Semblançay          | Ne résida jamais dans la cité. |
|          |           | 26 février 1511 - 1513              | Robert Guibé                             | Cardinal - Ne résida jamais dans la cité.                                                                                         |
|          |           | 1511 - 1533                         | Jean du Largez                           | Abbé de l'abbaye Notre-Dame de Daoulas. Évêque suffragant pour le compte de Robert Guibé, Laurent Ier Pucci et Antoine Ier Pucci. |
|          |           | 30 juillet 1514 - 26 septembre 1531 | Laurent Ier Pucci                        | Cardinal - Ne résida jamais dans la cité.                                                                                         |
|          |           | 11 décembre 1514 - 8 décembre 1518  | André Hamon                              | Évêque élu de Vannes. |
|          |           | 1531 - 1544                         | Antonio Pucci                            | Cardinal - Neveu de Lorenzo Pucci - Ne résida jamais dans la cité.                                                                |

### De l'Union à la Révolution Française
| Portrait | Armoiries | Épiscopat                       | Nom                                            | Remarques                                                                           |
| -------- | --------- | ------------------------------- | ---------------------------------------------- | ----------------------------------------------------------------------------------- |
|          |           | 1544 - 1548                     | Laurent II Pucci                               | Cousin du précédent ; évêque commendataire.                                         |
|          |           | 20 octobre 1550 - 24 mars 1557  | Charles de Marillac                            | Archevêque de Vienne en 1557.                                                       |
|          |           | 21 juin 1557 - 1er octobre 1558 | Sébastien de L'Aubespine                       | Évêque de Limoges en 1558.                                                          |
|          |           | 17 avril 1559 - 13 mars 1566    | Philippe du Bec                                | Évêque de Nantes en 1566 - archevêque de Reims en 1594.                             |
|          |           | 15 mai 1566 - 1570              | Jean Le Feuvre                                 |                                                                                     |
|          |           | 1572 - 1574                     | Pierre de Saint-Martin                         |                                                                                     |
|          |           | 28 mars 1574 - août 1574        | Jean de La Haye                                |                                                                                     |
|          |           | 1575 - 1588                     | Louis de La Haye                               |                                                                                     |
|          |           | 1592 - 1er juin 1596            | Georges d'Arradon                              |                                                                                     |
|          |           | 8 décembre 1599 - 1622          | Jacques Martin de Belle-Assise                 |                                                                                     |
|          |           | 1622 - 29 juillet 1646          | Sébastien de Rosmadec                          |                                                                                     |
|          |           | 11 octobre 1648 - janvier 1671  | Charles de Rosmadec                            | Archevêque de Tours en 1671.                                                        |
|          |           | 5 janvier 1671 - décembre 1687  | Louis Cazet de Vautorte                        | Ancien évêque de Lectoure.                                                          |
|          |           | décembre 1687 - mars 1716       | François d'Argouges                            |                                                                                     |
|          |           | avril 1716 - septembre 1717     | Louis de La Vergne-Montenard de Tressan        | Évêque de Nantes en 1717. Archevêque de Rouen en 1723.                              |
|          |           | septembre 1717 - août 1719      | Jean-François-Paul Lefebvre de Caumartin       | Évêque de Blois en 1719.                                                            |
|          |           | 29 août 1719 - 16 février 1742  | Antoine Fagon                                  | Ancien évêque de Lombez.                                                            |
|          |           | 2 avril 1742 - 17 avril 1746    | Jean-Joseph Chapelle de Saint-Jean de Jumilhac | Archevêque d'Arles en 1746 - Commandeur de l'ordre du Saint-Esprit en janvier 1771. |
|          |           | avril 1746 - 1774               | Charles-Jean de Bertin                         |                                                                                     |
|          |           | 10 novembre 1774 - 1790         | Sébastien-Michel Amelot de Chaillou            |                                                                                     |
|          |           | 8 mai 1791 - 1801               | Charles Le Masle                               | Évêque constitutionnel du Morbihan.                                                 |

### Du Concordat de 1801 à la séparation de l'Église et de l'État
| Portrait | Armoiries | Épiscopat                          | Nom                                           | Remarques                                           |
| -------- | --------- | ---------------------------------- | --------------------------------------------- | --------------------------------------------------- |
|          |           | 9 avril 1802 - 13 mars 1807        | Antoine-François-Xavier Mayneaud de Pancemont | Cofondateur des Sœurs de la Charité de Saint-Louis. |
|          |           | novembre 1807 - août 1817          | Pierre-Ferdinand de Bausset-Roquefort         | Archevêque d'Aix-en-Provence en 1817.               |
|          |           | 27 août 1817 - 18 juin 1826        | Henri-Marie-Claude de Bruc-Montplaisir        |                                                     |
|          |           | 28 juin 1826 - 8 mai 1827          | Simon Garnier                                 |                                                     |
|          |           | 4 juillet 1827 - 5 mai 1860        | Charles-Jean de La Motte de Broons de Vauvert |                                                     |
|          |           | 5 juin 1861 - 24 octobre 1863      | Louis-Anne Dubreil                            | Archevêque d'Avignon en 1863.                       |
|          |           | 24 octobre 1863 - 30 décembre 1865 | Jean-Baptiste Charles Gazailhan               |                                                     |
|          |           | 30 décembre 1865 - 6 novembre 1897 | Jean-Marie Bécel                              |                                                     |
|          |           | 22 mars 1898 - 21 octobre 1903     | Amédée-Jean-Baptiste Latieule                 |                                                     |

### Depuis la séparation de 1905
| Portrait | Armoiries | Épiscopat                            | Nom                                | Remarques                              |
| -------- | --------- | ------------------------------------ | ---------------------------------- | -------------------------------------- |
|          |           | 21 février 1906 - 2 octobre 1928     | Alcime-Armand-Pierre-Henri Gouraud |                                        |
|          |           | 15 avril 1929 - 9 janvier 1941       | Hippolyte Tréhiou                  |                                        |
|          |           | 11 octobre 1941 - 24 septembre 1964  | Eugène-Joseph-Marie Le Bellec      | Évêque titulaire de Tela (de) en 1964. |
|          |           | 24 septembre 1964 - 16 novembre 1991 | Pierre Boussard                    |                                        |
|          |           | 16 novembre 1991 - 16 octobre 2005   | François-Mathurin Gourvès          |                                        |
|          |           | Depuis le 16 octobre 2005            | Raymond Centène                    |                                        |

## Armorial
| Blasonnement | Blason |
| --- | ------ |
| Chapitre de Vannes d'azur à un dextrochère habillé d'or, tenant une clef à double panneton d'argent posée en pal |        |

| Blason | Nom de l'évêque et blasonnement | Blason | Nom de l'évêque et blasonnement |
| ------ | --- | ------ | --- |
|        | Geoffroy de Saint-Merwen D'argent à deux triangles de même vidés et entrelacés. |        | Gauthier de Saint-Pern D'azur à dix billettes évidées d'argent. |
|        | Geoffroi de Rohan De gueules à sept macles d'or. |        | Jean de Montreslet D'or à trois jumelles d'azur en bandes. |
|        | Henri le Barbu D'or au sautoir fleuronné d'azur, une crosse d'or brochant sur le tout. |        | Amauri de La Motte d'Acigné De gueules à trois bandes engrêlées d'argent. |
|        | Jean Validire D'argent au chef de gueules chargé de trois quintefeuilles d'argent. |        | Yves de Pontsal D'argent à la fasce de gueules chargée de trois besants d'or et accompagnée de six mouchetures d'hermines de sable. |
|        | Pierre II de Foix Parti en senexte au I écartelé en 1 de gueules aux chaînes d'or posées en orle, en croix et en sautoir, chargées en cœur d'une émeraude au naturel, en 2 d'or aux trois pals de gueules, en 3 d'or aux deux vaches de gueules, accornées, colletées et clarinées d'azur, passant l'une sur l'autre et 4 d'azur aux trois fleurs de lys d'or à la bande componée d'argent et de gueules ; sur-le-tout d'or aux deux lions léopardés de gueules, armés et lampassés d'azur, passant l'un sur l'autre et en II écartelé en sautoir d'or aux quatre pals de gueules et de gueules au château d'or ouvert et ajouré d'azur et d'argent au lion de gueules armé, lampassé et couronné d'or. |        | Laurent Cibo De gueules à la bande échiquetée d'argent et d'azur de trois tires, au chef d'argent à la croix de gueules. |
|        | Jacques de Beaune de Semblançay De gueules au chevron d'argent accompagné de trois besants d'or. |        | Robert Guibé D'argent à trois jumelles de gueules accompagnées de six coquilles d'azur disposées 3, 2,1, au chef d'or. |
|        | Laurent Ier Pucci et Laurent II Pucci D'argent à une tête de maure de sable, tortillée d'argent. |        | Antoine Ier Pucci Parti d'or à cinq tourteaux de gueules rangés en orle surmonté d'un autre tourteau de France, qui est de Médicis ; et d'argent à la tête de Maure tortillée d'argent                                                           |
|        | Charles de Marillac D'argent maçonné de sable, au croissant de gueules en abyme, accompagné de six merlettes de sable. |        | Sébastien de l'Aubespine Écartelé aux 1/4, contre-écartelé aux a/d d'azur au sautoir alésé d'or, accompagné de quatre billettes de même; aux b/c : de gueules à trois fleurs d'aubépine blanche; aux 2/3 : de gueules à la croix ancrée de vair. |
|        | Philippe du Bec Fuselé d'argent et de gueules. |        | Jean de La Haye Bande côtoyée de six mouchetures d'hermines de sable. |
|        | Georges d'Arradon De sable à sept macles d'agent, disposées 3/3/1. |        | Jacques Martin de Belle-Assise D'azur à une tour d'or adextrée d'une tourelle de même. |
|        | Sébastien de Rosmadec Écartelé : 1) palé d'argent et d'azur de six pièces, 2) de gueules à la fasce d'hermines; 3) de gueules à sept macles d'argent ; 4) d'azur au lion morné d'argent ; sur le tout d'azur au château d'or. |        | Charles de Rosmadec Palé d'argent et d'azur de six pièces. |
|        | Louis Cazet de Vautorte D'azur à trois aiglettes d'or. |        | François d'Argouges Écartelé d'or et d'azur à trois quintefeuilles de gueules brochantes. |
|        | Jean-François-Paul Lefebvre de Caumartin D'azur à cinq trangles d'argent. |        | Antoine Fagon D'azur au lion rampant et contourné d'or affronté à un mouton passant d'argent, sur une terrasse de sinople, accompagné en chef d'un soleil d'or.                                                                                  |
|        | Jean-Joseph Chapelle de Saint-Jean de Jumilhac D'azur à la chapelle d'or. |        | Charles-Jean de Bertin Écartelé au 1) d'azur à une épée d'argent en pal ; aux 2/3) d'or à trois roses de gueules plantées sur une terrasse de sinople ; au chef d'azur chargé de trois étoiles d'or ; au 4) d'azur au lion d'or.                 |
|        | Sébastien-Michel Amelot D'azur à trois cœurs d'or surmonté d'un soleil de même. |        | Antoine-François-Xavier Mayneaud de Pancemont Écartelé aux 1 et 4 d'argent à trois molettes de sable, aux 2 et 3 d'azur à la tour d'or. |
|        | Pierre-Ferdinand de Bausset-Roquefort D'azur au chevron d'or, accompagné en chef de deux étoiles à six rais d'argent et en pointe d'un rocher de six coupeaux de même (conserve ses armoiries de famille), auxquelles il ajoute une bordure d'hermines, puis un canton sénestre de baron évêque, qui est de gueules à la croisette alésée d'or. |        | Henri-Marie-Claude de Bruc-Montplaisir D'argent à la rose de gueules, boutonnée d'or. |
|        | Simon Garnier Parti d'azur à la croix tréflée d'or, et fascé d'or et de gueules de six pièces. |        | Charles-Jean de La Motte de Broons de Vauvert D'argent fretté d'azur de six pièces. |
|        | Louis-Anne Dubreil Tranché d'or au rameau d'olivier de sinople, et d'azur à la croix tréflée d'or. |        | Jean-Baptiste-Charles Gazailhan D'azur au chevron d'or accompagné de trois torches d'argent, au chef d'argent chargé de trois croisettes de gueules.                                                                                             |
|        | Jean-Marie Bécel D'hermines à la croix d'azur. |        | Amédée-Jean-Baptiste Latieule Parti d'azur à l'agneau pascal d'argent, et de gueules à trois roues d'or (qui est de Rodez), au chef de Bretagne.                                                                                                 |
|        | Alcime-Armand-Pierre-Henri Gouraud De gueules aux Enfants Nantais d'or, terrassés de sinople, au chef de Bretagne. |        | Hippolyte Tréhiou De gueules au monogramme du Christ d'or, au chef cousu d'azur chargé de trois coquilles d'argent, bordé d'hermines. |
|        | Eugène Le Bellec D'azur à l'agneau pascal, tenant une bannière d'argent à la croix de gueules, au chef d'hermines. |        | Pierre Boussard Écartelé en sautoir aux 1 et 4 : d'or à une coquille de sable et aux 2-3 d'azur à trois mouchetures d'hermines d'or. |
|        | Raymond Centène Parti à gauche des hermines de Bretagne et à droite des bandes rouges et or de la Catalogne pour signifier l'alliance des deux antiques provinces. Au cœur du blason, le pêcheur debout dans la barque lançant loin le filet. En pointe, les flots d'azur des mers, Méditerranée et Bretagne. |        | |

## Dans la fiction
Dans Le Vicomte de Bragelonne, d'Alexandre Dumas, Aramis, abbé d'Herblay, est évêque de Vannes, avant de devenir général des jésuites.

## Sources
- La grande Encyclopédie : inventaire raisonné des sciences, des lettres et des arts - volume trente-et-unième, pages 697 et 698 - Paris (1885-1902).
- L'annuaire pontifical, à la page